# 李祦
李祦（1495年—？），字仲謙，號燕崕，湖廣郴州永興縣人，民籍，明朝政治人物。

## 生平
湖廣鄉試第六十九名舉人，嘉靖八年（1529年）中式己丑科會試第六十二名，二甲第五十五名進士。选授監察御史，出为按察司佥事、布政司參議，卒。

## 家族
曾祖李思寬；祖父李秀實，知縣 封兵部主事；父李永蕃，知縣。母馬氏。永感下。兄岑；木，監生；東；旦，署教諭、舉人；初；祕；祝；䙗；禟。弟禨、補、祐。